# Stabsgefreiter
Stabsgefreiter är en tjänstegrad inom Bundeswehr, Wehrmacht och Nationale Volksarmee. I svenska försvarsmakten är motsvarande tjänstegrad korpral.

## Bundeswehr
I Bundeswehr är Stabsgefreiter en manskapsgrad över Hauptgefreiter och under Oberstabsgefreiter. På grund av att de tillhör manskapet kan Stabsgefreite inte ge order till någon enbart på grund av sin grad, på grundval av § 4 ("Vorgesetztenverordnung"). Liksom alla manskapsgrader får Stabsgefreite inte förklara sig som överordnade i enlighet med § 6 ("Vorgesetztenverordnung"), inte ens i nödsituationer.
Stabsgefreite tjänstgör till exempel som förare av pansarfordon, specialutbildade infanterister, ställföreträdande vaktchefer, operatörer av vapensystem, mekaniker eller stabsassistenter. Erfarna Stabsgefreite är ibland biträdande instruktörer eller gruppbefäl.
Soldater och reservister i manskapets karriärvägar kan utnämnas till Stabsgefreiter 36 månader efter att de har tillträtt Bundeswehr.